# Androgen

Structura testosteronului

Androgenii sau hormonii androgeni sunt hormoni de obicei steroizi care stimulează și controlează dezvoltarea și funcțiile organelor genitale masculine la vertebrate. Sunt implicați în activitatea organelor sexuale masculine primare și în dezvoltarea caracteristicilor sexuale masculine secundare. În timpul pubertății, nivelul de hormoni androgeni crește atât la băieți, cât și la fete.
Androgenii au fost descoperiți în 1936. Principalul și cel mai cunoscut androgen este testosteronul. Alți androgeni sunt dihidrotestosteronul (DHT) și androstenediona, de asemenea cu o importanță mărită în dezvoltarea caracterelor masculine.